# جنيفر ستراوس
جنيفر ستراوس (بالإنجليزية: Jennifer Strauss)‏ هي ناقدة أدبية أسترالية، ولدت في 1933 في Heywood, Victoria ‏ في أستراليا.